# Сладкая месть (фильм, 1984)
«Сладкая месть» (англ. Sweet Revenge) — американский телефильм 1984 года. 

## Сюжет
Военнослужащий армии США Джозеф Чивер узнаёт, что дочь его командира, с которой у него была интрижка, беременна. Уговорив женщину на нелегальный аборт, Чивер отправляет её на операцию, после которой той не суждено выжить. Чтобы спасти свою карьеру, главный герой подставляет капитана Пола Деннисона, которому это дело разрушит всю его жизнь. 
Годы спустя выросшая сестра Пола по имени Кэтрин, выйдя замуж за офицера Алекса Брина, узнаёт с удивлением, что командиром её мужа является сам Джозеф Чивер, обидчик её покойного брата. Она решает употребить все силы, чтобы отомстить негодяю.

## В ролях
- Кевин Добсон — Джозеф Чивер
- Алек Болдуин — Алекс Брин
- Келли МакГиллис — Кэтрин
- Уингз Хаузер — Фрэнк Холлинз